# The Dream Walker
The Dream Walker —en español: El sueño del caminante— es el quinto álbum de estudio de la banda estadounidense de rock alternativo Angels & Airwaves. El álbum fue lanzado el 9 de diciembre de 2014 por el propio sello de la banda To the Stars Records. El 31 de octubre, la banda lanzó su primer sencillo del álbum, "The Wolfpack" , a través de PureVolume. El lunes 8 de diciembre de 2014 el álbum fue transmitido exclusivamente en su totalidad con la revista Rolling Stone. Este es el primer álbum que no cuentan con el batería Atom Willard , el bajista Matt Wachter, o el guitarrista David Kennedy.

## Lista de canciones
Todas las letras escritas por Tom DeLonge y Ilan Rubin, toda la música compuesta por Angels & Airwaves.

| N.º | Título                | Duración |  |
| 1.  | «Teenagers & Rituals» | 3:53     |  |
| 2.  | «Paralyzed»           | 4:09     |  |
| 3.  | «The Wolfpack»        | 3:53     |  |
| 4.  | «Tunnels»             | 4:10     |  |
| 5.  | «Kiss with a Spell»   | 4:36     |  |
| 6.  | «Mercenaries»         | 4:37     |  |
| 7.  | «Bullets in the Wind» | 4:03     |  |
| 8.  | «The Disease»         | 3:57     |  |
| 9.  | «Tremors»             | 3:55     |  |
| 10. | «Anomaly»             | 2:52     |  |

## Posicionamiento en lista
| Lista (2014)                            | Posición |
| --------------------------------------- | -------- |
| Reino Unido (UK Albums Chart)           | 94       |
| Estados Unidos (Billboard 200)          | 39       |
| Estados Unidos (Top Alternative Albums) | 5        |
| Bélgica (Ultratop flamenca)             | 183      |

## Créditos
| Angels & Airwaves - Tom DeLonge: voz, guitarra rítmica, bajo, sintetizador, producción. - Ilan Rubin: batería, percusión, programación. | Producción - Tom DeLonge: producción. - Tom Lord-Alge: mezcla. - Alan Moulder : asistente de mezcla. - Brian Gardner: masterización. |